# Кариба
Кари́ба — крупнейшее по объёму накапливаемой воды в мире водохранилище, построенное в 1959 году на реке Замбези для ГЭС Кариба. Площадь водного зеркала — 5400 км². ГЭС Кариба обеспечивает электроэнергией большую часть Замбии и Зимбабве.

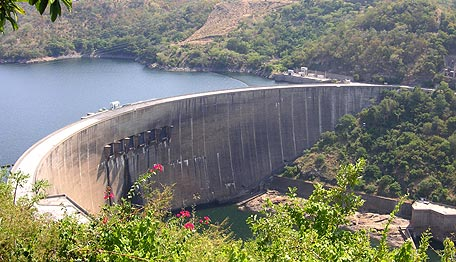
Дамба водохранилища

Ниже по течению расположены биосферный резерват Мидл-Замбези и национальный парк Мана-Пулс, территория которого включает единственные затопляемые луга в среднем течении реки Замбези.
Объём воды — 160 км³. Высота над уровнем моря — 485 м.

## История
В результате глобального изменения климата в 2019-2022 годах в басейне реки Замбези было мало дождей, в результате чего уровень воды в водохранилище понизился на 7 метров и электростанция не может работать на полную мощность из-за нехватки воды.

## Водохранилище и окружающая среда
Во многом из-за водохранилища среднее течение реки теперь не достигает своего обычного уровня. Песчаные острова стали зарастать акацией из-за того, что их перестало затапливать в сезон дождей.
По данным 2000 года последний раз сброс воды на ГЭС был произведён в 1981 году.
Одно из бытовых названий плавающего папоротника Salvinia molesta — «карибский сорняк» — было дано ему после заселения этим растением водохранилища Кариба.